# Festigame
Festigame es un evento de videojuegos que se realiza en Santiago de Chile desde el año 2012. En la actualidad el evento tiene sede en el Parque Deportivo Estadio Nacional, pero sus primeras ediciones fueron en Estación Mapocho y en Espacio Riesco. Su última versión del año 2023, se realizó los días 12, 13 y 14 de agosto, siendo esta su décima edición.
Desde el año 2012, Festigame ha sido catalogado como el evento gamer más grande de Chile y uno de los más importantes de Latinoamérica, realizando versiones tanto en Chile como en Colombia.
Año a año las compañías más importantes de la industria de los videojuegos dicen presente en Festigame dando a conocer las últimas tendencias, lanzamientos y avances de sus productos más importantes, destacando la presencia de gigantes del mundo gamer como Microsoft, Sony y Nintendo.
Para el año 2020, el evento fue completamente suspendido debido a la pandemia de COVID-19, con el fin de no propagar la enfermedad, debido a su alta asistencia. Además el lugar donde se lleva a cabo el evento actualmente, Espacio Riesco, fue arrendado por el gobierno para pacientes críticos de coronavirus en el sector nororiente de Santiago, instalando un hospital de campaña.
Debido a la pandemia, el evento volvió a realizar su novena edición los días 16 a 18 de julio del año 2021, de manera online mediante plataformas como Twitch y trasmisiones en Youtube, con el fin de atraer público de manera virtual.

## Orígenes

### Primera edición (2012)
La feria de videojuegos más grande de Chile se realizó por primera vez el año 2012. Aquí, más de 25 mil asistentes repletaron el Centro Cultural Estación Mapocho desde 10 hasta el 12 de agosto de ese año, que además contó con la participación de Charles Martinet, quien es la voz del mundialmente conocido personaje Super Mario. También estuvo Sebastián Llapur, quien realiza la icónica voz de Marcus Fenix en el popular título de Microsoft, Gears of War.

### Segunda edición (2013)
El año siguiente, Festigame se realizó durante el 15, 16, 17 y 18 de agosto. Esta vez fue la primera oportunidad en que Festigame superaba los 40 mil asistentes. Al ya invitado anteriormente Sebastián Llapur, en esta ocasión se sumó Ricardo Tejedo, quien participó en el videojuego Gears of War encarnando a Dominic Santiago.

### Tercera edición (2014)
El 2014 nuevamente se repitió el formato de cuatro días, por lo que el festival se realizó desde el 14 de agosto hasta el 17 en el Centro Cultural Estación Mapocho de Santiago. En esa ocasión se invitó a Steven Ogg, quien fue la voz de 'Trevor Phillips' en el popular videojuego 'GTA V', Lindsay Elise quien es una reconocida cosplayer en el mundo gamer y nuevamente Charles Martinet, la voz de Super Mario.
En esta oportunidad, 'PlayStation' se robó las miradas con juegos como 'DriveClub', el cual presentó como exclusiva unas pistas ubicadas en el norte de Chile. LittleBigPlanet 3, el gran juego de plataformas que en esta nueva entrega ofrecía multijugador de hasta cuatro personas. Finalmente, The Order: 1886, título de acción que sorprendía con el enfrentamiento de una orden en una distopía de época victoriana.

### Cuarta edición (2015)
En su cuarta edición, Festigame 2015 se realizó desde el 13 al 16 de agosto, donde se congregaron nuevamente más de 45 mil personas en Estación Mapocho. Los invitados en esta ocasión fueron Troy Baker, la voz de Joel en el videojuego The Last of Us, además de dos de las cosplayer, más reconocidas a nivel mundial como Jessica Nigri y, nuevamente, Lindsay Elise.
Nintendo presentó en esta edición a “Super Mario Maker”, el juego de construcción que celebraba los treinta años de su célebre personaje. También se pudieron probar otros títulos como “Star Fox Zero” y “Yoshi’s Wooly World”.

### Quinta edición (2016)
Su quinta versión se realizó desde el 4 al 7 de agosto, por primera vez en el Espacio Riesco, lo que significó un gran aumento en el espacio del evento. Se invitó a Leto Dugatkin, conocido por ser la voz de Nathan Drake en la versión latinoamericana de la saga Uncharted, Yoshinori Ono productor de la empresa Capcom y Mike Ross el gerente de Esports de la comunidad Fightning en Twitch. 
En esta oportunidad destacó un gran stand de Xbox, en donde los más fanáticos pudieron probar Forza Horizon 3 y Gears 4. Igualmente se exhibió el primer tráiler de Sea of Thieves. Por parte de PlayStation, los fanáticos de la consola de Sony pudieron disfrutar del esperado "The Last Guardian"

### Sexta edición (2017)
La versión de este año fue histórica, ya que el encuentro familiar terminó de consolidarse como el evento de entretención y videojuegos más importante de nuestro país y, que en esta versión, registró récord de asistentes (más de 47.000 personas), de expositores, de invitados internacionales y un número impresionante de viewers en el streaming a través de Movistar TV (solo durante este sábado se duplicaron los que hubo el 2016).
Este año las figuras internacionales fueron históricas. Ed Boon, el Cocreador de Mortal Kombat y actual responsable de la franquicia Injustice en NetherRealm Studios, fue uno de los más solicitados. Mario Kempes y Fernando Palomo, relatores de FIFA 17 y comentaristas de ESPN, llegaron a Festigame y fueron recibidos en el escenario por Stefan Kramer. Jessica Ángeles, la actriz de doblaje mexicana que ha dado voz por primera vez en Latinoamérica a la Princesa Zelda, en el exitoso videojuego The Legend of Zelda: Breath of the Wild, también dijo presente, Aldo Schiappacasse y Claudio Palma, quienes presentaron PES 2018 con sus relatos para el mercado local.

### Séptima edición (2018)
Su séptima edición se realizó el 3,4 y 5 de agosto en Espacio Riesco. En esta oportunidad uno de los invitados estelares fue Eric Jacobus, el doble de acción de Kratos en God of War, título electo como "Game of the Year" en los Game Awards 2018; Jacobus fue el encargado de darle vida a los movimientos de este popular e histórico personaje de PlayStation. Otro invitado que se robó todas las miradas fue Stefanie Joosten la actriz, modelo y cantante holandesa llegó a Chile como la persona que encarna a Quiet, en Metal Gear Solid V; este personaje, creado por el japonés Hideo Kojima, utiliza el rostro, voz y movimientos de Joosten por lo que su personaje es prácticamente "un calco" de ella. Además es intérprete de "Quiet Theme", canción compuesta para el personaje y que cantó durante Festigame, junto con relatar sobre su carrera dentro del mundo de los videojuegos. Finalmente en el cosplay destacó la presencia de Giu Hellsing, cosplayer brasileña de 27 años muy conocida alrededor del mundo que llegó a Espacio Riesco como expositora y parte del jurado en todas las competencias del evento.
Festigame 2018 destacó por ser un año cargado a los Sports, en donde hubo competencias de Just Dance, FIFA 18, Counter-Strike: Global Offensive, Overwatch, League of Legends, Mortal Kombat XL e Injustice 2